# 太原 (駆逐艦)
太原(たいげん、Taiyuan)は、鞍山級駆逐艦の一隻である。元々は1930年代後半にソ連海軍で建造された29隻のグネフヌイ級駆逐艦（正式名称は7号計画型）のレチーヴイ(Ретивый)。1941年に完成し、太平洋艦隊に配属された。

## 設計と概要
大型で高価な40ノット（時速74km）レニングラード級駆逐艦を建造することを決定したソ連海軍は、より小型で安価な駆逐艦を設計するためにイタリアの支援を求めた。彼らはフォルゴーレ級の設計図をライセンス供与し、それをソ連の目的のために改造することで、すでにやや安定性に欠けていた設計に過大な負荷をかけた。
グネフヌイ級は全長112.8メートル（370フィート1インチ）、全幅10.2メートル（33フィート6インチ）、喫水4.8メートル（15フィート9インチ）である。設計よりも200トン（197ロングトン）近く重く、標準排水量で1,612トン（1,587ロングトン）、満載排水量で2,039トン（2,007ロングトン）という大幅な重量超過であった。乗組員は平時で197名、戦時で236名であった。この船は、1基のプロペラを駆動する2基の歯車式蒸気タービンを搭載しており、3基の水管ボイラーからの蒸気を使用して48,000馬力（36,000kW）を発生させ、最大速力37ノット（時速69km、43マイル）を発揮する予定であった。設計者はタービンの定格を控えめにしていたため、すべての船ではないが、多くの船が海上公試中に設計速力を手際よく上回った。しかし、個々の船の具体的な数値は残っていない。重油の容量にばらつきがあったため、グネフヌイ級の航続距離は19ノット（時速35km；22マイル）で1,670～3,145海里（3,093～5,825km；1,922～3,619マイル）の間で変動した。
グネフヌイ級は、4門の130ミリB-13砲を、上部構造物の前部と後部に2対の単装砲架で搭載していた。対空防御は単装式76.2ミリ34-K AA砲1対と45ミリ21-K AA砲1対、さらに12.7ミリDKまたはDShK機関砲2門で行われた。魚雷発射管は533mm（21.0インチ）×6門を2基の回転式三連装マウントに搭載し、各魚雷発射管には装填装置が装備されていた。また、最大60個または95個の機雷と25個の爆雷を搭載することができた。3ノット（5.6 km/h、3.5 mph）を超える速度では役に立たなかったが、対潜作業用のマーズ・ハイドロフォン一式が装備されていた。この艦は、機雷を破壊することを目的とした2つのK-1パラベーンと1対の爆雷投射機を装備していた。

## 艦歴
「レティヴィ」となる船の主要部品は、1936年8月23日にニコライエフの第198造船所（アンドレ・マルティ南）でヤード番号323として起工され、その後完成のためにシベリアのコムソモリスク・ナ・アムーレにある第199造船所へ鉄道で運ばれ、1937年7月29日に再び起工された。1939年9月27日に進水し、1941年10月10日に就役した。
1991年9月に退役し、現在は大連の老虎灘湾で博物館船および練習艦となっている。